# Hydrometra (Gattung)
Hydrometra ist eine Gattung von Teichläufern der Familie Hydrometridae.

## Merkmale

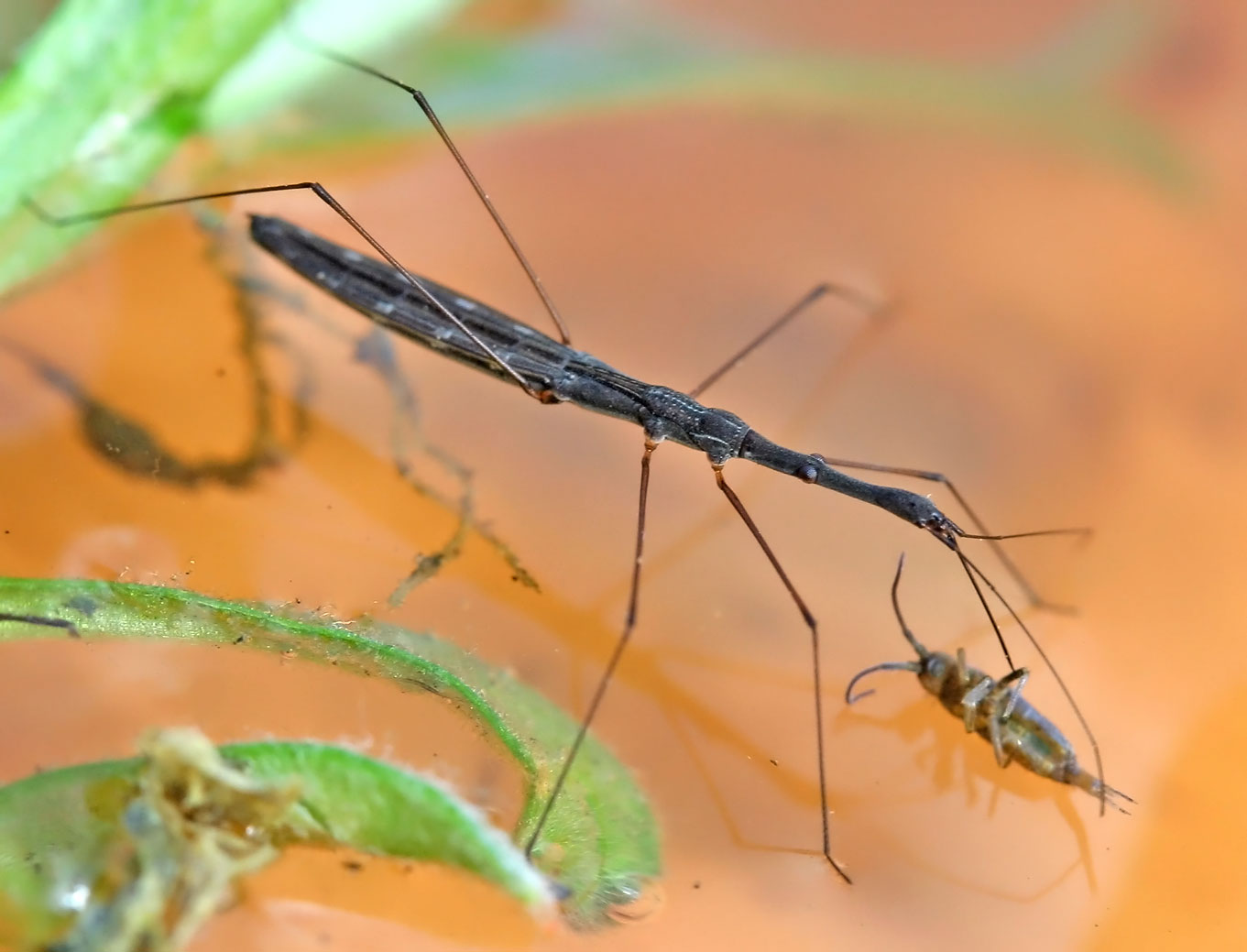
Hydrometra stagnorum saugend an einem toten Springschwanz

Hydrometra-Arten sind extrem langgestreckte und schlanke, mittelgroße Wanzen von etwa 7 bis ca. 18 Millimeter Körperlänge, mit sehr langen und schlanken Beinen. Der langgestreckte Kopf trägt an den Seiten zwei halbkugelig vorstehende Komplexaugen, die immer weit entfernt vom Vorderrand des Prothorax sind, der Kopfabschnitt vor den Augen ist beinahe gleich lang bis knapp dreimal so lang wie der postokulare, hinter den Augen. Der Vorderabschnitt ist merklich angeschwollen, am breitesten im Bereich der Antennenbasen, Punktaugen (Ocellen) fehlen. An den langgestreckten Antennen ist das erste Glied relativ kurz und robust, viel kürzer als die anderen, das dritte ist das längste. Das vierte Glied ist am Apex (an der Spitze) eingestülpt mit einer Gruppe von Sensillen in der Aushöhlung. Der Saugrüssel erreicht in Ruhestellung zurückgelegt auf der Kopfunterseite den Hinterrand des Kopfes, seine basalen Abschnitte sind durch halbkreisförmig vorstehende Wangenplatten (Bucculae) verdeckt. Alle Segmente des Thorax, insbesondere das dritte (Metathorax) sind verlängert, das Pronotum langgestreckt und nicht merklich erweitert. Die bei den meisten Wanzen vorhandenen, der Verteidigung dienenden Stinkdrüsen am Thorax fehlen vollständig. Von den langen und schlanken drei Beinpaaren ist das dritte das längste. Die Tarsen sind dreigliedrig, mit kurzem ersten Glied und kleinen Klauen.
Die meisten Hydrometra-Arten sind in der Ausbildung der Flügel variabel. Bei langflügeligen (makropteren) Individuen erreichen die schmalen Hinterflügel das sechste Segment des Hinterleibs, mit zwei langgestreckten, parallelen Längsadern. Kurzflügelige (brachyptere) Individuen haben Hinterflügel, die bis zum ersten bis dritten Hinterleibssegment reichen. Außerdem gibt es mikroptere Individuen mit rudimentären Flügeln, die kürzer als das erste Hinterleibssegment sind. Der Hinterleib trägt bei den Männchen am Ende modifizierte Genitalsegmente, die bei den tropischen Arten meist entscheidend für die Artbestimmung sind. Bei den europäischen Arten sind langflügelige Exemplare selten.
Hydrometra-Arten tragen am ganzen Körper eine doppelte Behaarung aus sehr kurzen und längeren Haaren, die wasserabweisend ist und verhindert, dass die Tiere in ihrem semiaquatischen Lebensraum von Wasser benetzt werden und möglicherweise untergehen.
In Europa ist Hydrometra die einzige Gattung der Familie der Teichläufer oder Hydrometridae und an der langen und schlanken Gestalt mit stark verlängertem Kopf mit viergliedrigen Fühlern (Familienmerkmale) beinahe unverkennbar.

## Biologie und Lebensweise
Hydrometra-Arten leben normalerweise in der Uferzone stehender oder langsam fließender Gewässer, meist versteckt in der Ufer- und Röhrichtvegetation, einige Arten auch auf nacktem Felsuntergrund. Sie laufen schnell und agil auf der Wasseroberfläche. Ihre Eier legen sie an Pflanzen, entfernt von der Wasseroberfläche, ab, sie werden mit einer Kittsubstanz senkrecht auf der Oberfläche von Pflanzen festgeklebt. Hydrometra-Arten leben räuberisch von kleinen Insekten, sie erbeuten auch tote Insekten, die in Gewässer eingeflogen oder eingeweht worden sind und tot auf der Wasseroberfläche treiben. Sie können, durch die Wasseroberfläche hindurch, schwimmende Insekten wie Moskito-Larven mit ihrem zugespitzten Saugrüssel aufspießen, sind aber nicht wie andere am Wasser lebende Wanzen in der Lage, Beuteorganismen auch mit den Vorderbeinen festzuhalten. Sie sind aufgrund der extrem verlängerten Körpergestalt zwischen Pflanzenstängeln selbst hervorragend getarnt, wenn sie bewegungslos verharren. Wenn nötig, können sie aber schnell rennen. Je nach Art flüchten sie vor allem vom Ufer weg auf die Wasseroberfläche oder sie laufen an Land zwischen die Sumpfvegetation der Ufer. Die Nymphen ähneln die geschlechtsreifen Insekten im Aussehen und auch in der Lebensweise. Bei den wenigen besser untersuchten Arten wurden fünf Nymphenstadien ermittelt. Die Imagines lebten unter Laborbedingungen sieben bis fünfzehn Monate lang.
Abweichend von dieser typischen Lebensweise gibt es auf der Insel Madagaskar einige Arten, die im Unterwuchs tropischer Regenwälder, auch fernab von Gewässern, leben. Diese Arten sind ähnlicher und vermutlich näher verwandt zu Arten des tropischen Ostasien als zu denjenigen des afrikanischen Festlands.

## Systematik
Die Gattung Hydrometra ist weltweit verbreitet, mit Verbreitungsschwerpunkt in den Tropen.
Es gibt über 120 beschriebene Arten in der Gattung Hydrometra.
In Europa ist die Gattung mit zwei Arten vertreten:
- Hydrometra gracilenta Horvath, 1899
- Gemeiner Teichläufer (Hydrometra stagnorum) (Linnaeus, 1758)

Innerhalb der Familie Hydrometridae wird die Gattung meist einer Unterfamilie Hydrometrinae zugeordnet. Diese umfasst außer Hydrometra nur noch drei andere, artenarme Gattungen mit beschränkter Verbreitung: Die Gattungen Chaetometra und Dolichocephalometra sind mit zusammen vier Arten Endemiten der Marquesas-Inseln (Polynesien), Bacillometra lebt mit vier Arten im tropischen Südamerika. Die beiden anderen Unterfamilien der Hydrometridae sind ebenfalls artenarm: Limnobatodinae mit der einzigen Art Limnobatodes paradoxus aus Südamerika und Heterocleptinae mit vier Arten von Heterocleptes (Afrika und Borneo) und Veliometra mit der einzigen Art Veliometra schuhi aus Südamerika (Brasilien). Die nahe Verwandtschaft gilt als hoch wahrscheinlich, die Monophylie wurde aber noch nicht genetisch getestet.

## Belege